# Kontynentalna Hokejowa Liga
Kontynentalna Hokejowa Liga (KHL; ros. Континентальная хоккейная лига (КХЛ) – tranksr. Kontinientalnaja Chokkiejnaja Liga, ang. Kontinental Hockey League) – rozgrywki hokeja na lodzie założone w 2008, stanowiące najwyższą i narodowo mistrzowską klasę rozgrywkową w Rosji. Liga ma charakter międzynarodowy, gdyż od początku istnienia biorą udział przedstawiciele innych państw (w sezonie 2024/25 to Białoruś, Kazachstan i Chiny).

## Historia
Do rozpadu ZSRR najwyższą klasą rozgrywkową była tzw. Wyższa liga. Drugą klasą ligową była do tego czasu Pierwsza liga, zaś niżej istniała jeszcze Druga liga. Ten podział został unieważniony w 1992 roku po powstaniu niepodległego państwa Rosja. Wówczas wyższa liga stała się drugą klasą rozgrywkową, a najwyższą została Superliga. Do końca sezonu superligi 2007/2008, mistrz rozgrywek Wyższej ligi awansował do Superligi. Zasadą było, iż triumfator Wyższej ligi był przyjmowany do Superligi, o ile poza sukcesem sportowym spełniał także wymagania finansowe (w przeciwnym razie szansę gry otrzymywał klub przegrany w finale). W obu przypadkach degradowany był ostatni zespół w Superlidze. Jeśli żaden z finalistów nie spełniał kryteriów, wówczas awans i degradacja nie odbywały się.
27 marca 2008 roku Federacja Hokeja Rosji (FHR) oficjalnie przekazała Kontynentalnej Lidze Hokejowej wszystkie prawa organizacji mistrzostw narodowych w Rosji. Tym samym najwyżej sklasyfikowany zespół KHL jest ogłaszany mistrzem Rosji w hokeju na lodzie. W praktyce latem 2008 roku rozgrywki Superligi zostały zastąpione przez KHL. Od tego czasu zaniechano stałej możliwości awansu triumfatora wyższej ligi do KHL jako coroczną regułę (jakkolwiek w 2010 roku do KHL przyjęto aktualnego mistrza rozgrywek wyższej ligi – klub Jugra Chanty-Mansyjsk, zaś w 2012 roku finalistę WHL, Donbas Donieck). W tym samym roku zakończono działalność wyższej ligi, a w jej miejsce stworzono drugoligowe rozgrywki w nowej formule pod nazwą Wyższej Ligi Hokejowej (WHL) (trzecia klasa to od 2011 roku Rossijskaja Chokkiejnaja Liga (RHL).
Do 2014 swoich reprezentantów w lidze miały Czechy i Ukraina. W 2016 do ligi został dopuszczony chiński klub Kunlun Red Star. Od 2013 do 2017 w KHL występował klub z Chorwacji. W 2017 zredukowano liczbę uczestników z 29 do 27. W 2018 zmniejszono liczbę drużyn z 27 do 25. W 2019 po siedmiu latach z ligi wycofano słowacki Slovan Bratysława, w związku z czym liczba uczestników zmalała do 24.
Tuż po rozpoczęciu inwazji Rosji na Ukrainę 24 lutego 2022 z KHL wycofały się fiński klub Jokerit oraz łotewski Dinamo Ryga.
Do edycji KHL (2023/2024) triumfatorów sezonu nagradzano medalami mistrzostw Rosji. Przed rozpoczęciem edycji 2024/2025 Federacja Hokeja Rosji i władz rozgrywek Wyższej Hokejowej Ligi podpisały umowę, zgodnie z którą ci ostatni otrzymali prawo organizacji mistrzostw Rosji, w związku z czym zwycięzca fazy play-off zostaje mistrzem Rosji i otrzymuje Puchar Mistrza Rosji (owe zastąpiło Puchar Pietrowa).

## Podział ligi
Kształt ligi wzorowany jest na północnoamerykańskich rozgrywkach NHL. Obecnie 22 zespoły jest podzielonych wedle położenia geograficznego na Konferencje: Zachód (11) oraz Wschód (11). W ramach tego podziału istnieją cztery Dywizje (po dwie Dywizje w każdej Konferencji). Dywizjom nadano nazwy od nazwisk czterech wybitnych radzieckich hokeistów i trenerów:
- Konferencja Zachód
  - Dywizja Bobrowa – na cześć Wsiewołoda Bobrowa
  - Dywizja Tarasowa – na cześć Anatolija Tarasowa
- Konferencja Wschód
  - Dywizja Charłamowa – na cześć Walerija Charłamowa
  - Dywizja Czernyszowa – na cześć Arkadija Czernyszowa

| Konferencja Zachód     | Konferencja Zachód      | Konferencja Wschód         | Konferencja Wschód  |
| Dywizja Bobrowa        | Dywizja Tarasowa        | Dywizja Charłamowa         | Dywizja Czernyszowa |
| ---------------------- | ----------------------- | -------------------------- | ------------------- |
| SKA Sankt Petersburg   | CSKA Moskwa             | Ak Bars Kazań              | Admirał Władywostok |
| HK Soczi               | Dinamo Moskwa           | Awtomobilist Jekaterynburg | Amur Chabarowsk     |
| Spartak Moskwa         | Kunlun Red Star         | Łada Togliatti             | Awangard Omsk       |
| Torpedo Niżny Nowogród | Dynama Mińsk            | Mietałłurg Magnitogorsk    | Barys Astana        |
| Witiaź Podolsk         | Łokomotiw Jarosław      | Nieftiechimik Niżniekamsk  | Saławat Jułajew Ufa |
|                        | Siewierstal Czerepowiec | Traktor Czelabińsk         | Sibir Nowosybirsk   |

## Trofea i nagrody
W każdym sezonie przyznaje się szereg nagród, zarówno zespołowych, jak i indywidualnych.

## Władze i struktura organizacyjna
Prezydentem ligi oraz prezesem zarządu był Aleksandr Miedwiediew do końca listopada 2014. Wówczas jego miejsce zajął Dmitrij Czernyszenko. Z kolei jego miejsca w lutym 2020 zajął Aleksiej Morozow.
Funkcję przewodniczącego rady nadzorczej objął Siergiej Naryszkin. Przewodniczącym Rady Dyrektorów zostali Giennadij Timczenko (prezes klubu SKA), Arkadij Rotenberg (prezes Dinama Moskwa). W Radzie zasiedli prezes KHL, wiceprezydenci oraz dyrektorzy w poszczególnych działach (np. były hokeista Walerij Kamienski (sprawujący funkcję wiceprezesa ds. rozwoju CHL i przewodniczącego Komisji Dyscyplinarnej KHL)), przedstawiciele klubów oraz sponsorów. W kwietniu 2020 ponownie wybrano skład Rady. Ponadto działa zarząd KHL.
KHL jako spółka zawiera pięć organizacji:
- KHL Spółka Akcyjna (ang. KHL Limited Company, OOO KHL) – wyłączny właściciel praw majątkowych i niemajątkowych Mistrzostw KHL; organizacja i prowadzenie meczów, sędziowanie, sprawozdań ze spotkań – wideo, radio, fotografie, internet itd., symbole, loga.
- KHL Autonomiczna Organizacja non-profit (KHL Autonomous Non-profit Organization, ANO KHL) – bezpośrednio zaangażowana w prowadzenie Mistrzostw KHL.
- KHL Spółka Akcyjna Marketing (ang. KHL-Marketing Limited Company, OOO KHL-Marketing) – sprawuje prawa transmisji i praw reklamowych i serwisów.
- Partnerstwo non-profit Młodzieżowa Hokejowa Liga (MHL) – utrzymuje rozgrywki Młodzieżowa Hokejowa Liga
- Wyższa Hokejowa Liga – utrzymuje rozgrywki WHL

W ramach ligi działa Związku Zawodników KHL (KHLPTU), który ma siedzibę w Niżnym Nowogrodzie. Przewodniczącym jest Andriej Kowalenko.

## Inne dane i postanowienia
Mottem rozgrywek KHL jest hasło: „Hokej – nasza gra!” (ros. „Хоккей – наша игра!”).

### Hymny przed meczami
Przed każdym spotkaniem ligowym, którego gospodarzem jest drużyna rosyjska odgrywany jest Hymn Państwowy Federacji Rosyjskiej. W niektórych przypadkach jest to dodatkowo też hymn autonomicznych republik, wchodzących w skład Federacji Rosyjskiej, na obszarze których mieści się dany klub grający w roli gospodarza (np. hymn Baszkirii w przypadku Saławatu Jułajew Ufa).

### Reguły ubioru
Według wzoru zaczerpniętego z ligi NHL oraz w przeciwieństwie do zasad obowiązujących w Superlidze drużyna gospodarzy występuje w ciemnych koszulkach, zaś zespół gości w białych bądź jasnych. Także sztab trenerski musi ubierać się podczas meczów zgodnie z regulacjami ligowymi a mianowicie nosić garnitur. Od początku KHL do 2011 nazwiska zawodników na koszulkach meczowych były zapisywane w językach krajów pochodzenia drużyn, tzn. w cyrylicy języka rosyjskiego dla klubów z Rosji oraz przykładowo w języku łotewskim w przypadku Dinamo Ryga. Wyjątkiem od tej reguły była rywalizacja finałowa o Puchar Gagarina, podczas której w meczach nazwiska hokeistów na koszulkach zapisywane były według angielskiej transkrypcji (np. Radulov, Mozyakin). Od sezonu 2011/12 nazwiska na koszulkach we wszystkich meczach są zapisywane wedle angielskiej transkrypcji nazwisk.

### Zdrowie i bezpieczeństwo
W trosce o zdrowie i bezpieczeństwo zawodników od sezonu 2010/11 powołano do życia portal medyczny, został wprowadzony elektroniczny paszport medyczny dla hokeistów i opracowano nowe standardy bezpieczeństwa dla płyt lodowisk. W związku z katastrofą lotniczą z 2011 drużyny Łokomotiwu, w 2012 władze ligi zdecydowały, że drużyny mogą podróżować na mecze wyłącznie samolotami Boeing i Airbus, nie starszymi niż 15 lat.

### Odległości
W związku z odległością geograficzną pomiędzy miastami-siedzibami klubów, drużyny w rozgrywkach KHL mają do pokonania w czasie sezonu wiele tysięcy kilometrów w czasie podróży na mecze (dla porównania wiele więcej niż kluby w lidze NHL). Biorąc pod uwagę sezon 2012/2013 najdłużej w podróży będzie zespół Amura Chabarowsk – 108 tys. km (miasto Chabarowsk położone jest na rosyjskim Dalekim Wschodzie). Najmmiej do pokonania ma drużyna Łokomotiwu Jarosław – 35 tys. km. Największa odległość między dwoma klubami do pokonania to odległość od Chabarowska do Pragi w Czechach (HC Lev Praga) – 7680 km.

### Sędziowie
Mecze rozgrywek KHL prowadzi czterech sędziów – dwóch głównych i dwóch liniowych. Zdecydowana większość z nich to obywatele rosyjscy. W nielicznych przypadkach spotkania ligi prowadzą sędziowie czescy i fińscy.

### Mecz Gwiazd
Od sezonu 2008/2009 rozgrywany jest Mecz Gwiazd ligi KHL. W pierwszych dwóch edycjach rywalizowały ze sobą zespoły „Obcokrajowców” i „Rosjan”. Od sezonu 2010/2011 spotkanie rozgrywają między sobą drużyny Konferencji Zachód i Wschód.

### Draft juniorów KHL
Od 2009 organizowany jest draft zawodników w wieku juniorskim, podczas którego kluby KHL wybierają młodych hokeistów.

### Maskotki klubowe
Kluby posiadają maskotki, którymi z reguły są postacie zwierząt, związanych z regionem położenia miasta.

### Transmisje
Oficjalnym stacją telewizyjną transmitującą mecze ligi jest KHL-TV. Ponadto spotkania są transmitowane w innych kanałach: w tym ogólnorosyjskich Rossija 2 i Sport 1 oraz lokalnych i miejskich w rejonach pochodzenia klubów w Rosji. Poza tym prawa transmisyjne posiadają stacje w innych krajach: XSPORT, ICTV (Ukraina), Biełaruś-2 (Białoruś), Astana TV (Kazachstan), TV6 Latvia (Łotwa), Viasat Sport Baltic (kraje bałtyckie), Viasat Sport (Skandynawia), Nova Sport (Czechy i Słowacja), LAOLA1.tv (Niemcy i Austria), Sportitalia 2 / 24 (Włochy), ESPN3 i MGS Network (USA). W polskiej sferze mecze rozgrywek (w tym Mecz Gwiazd 2011) były epizodycznie transmitowane przez TVP Sport.

### Sponsoring i finanse
Za sponsoring ligi KHL odpowiadały światowe przedsiębiorstwa i koncerny z różnych branż: Sogaz, Megafon, Chevrolet, Gazprombank, BP Visco, Nikon, MND, Ostchem, Eriell, PepsiCo, Castrol, TET.
W ramach polityki przejrzystości władze rozgrywek publikują wysokości budżetów klubów oraz sumy wynagrodzeń w zespołach

### Ceremonia zakończenia
Jako podsumowanie sezonu każdorazowo w maju jest organizowana ceremonia zakończenia edycji KHL, podczas której wręczane są nagrody.